# Europese weg 201
De Europese Weg 201 of E201 is een Europese weg die loopt van Cork in Ierland naar Portlaoise in Ierland. Hij loopt samen met autosnelweg M8.

## Algemeen
De Europese weg 201 is een Klasse B-verbindingsweg en verbindt het Ierse Cork met het Ierse Portlaoise en komt hiermee op een afstand van ongeveer 170 kilometer. De route is door de UNECE als volgt vastgelegd: Cork - Portlaoise.